# Erminia di Waldeck e Pyrmont
Erminia di Waldeck e Pyrmont (29 settembre 1827 – 16 febbraio 1910) è stata una principessa tedesca.
Era la seconda figlia di Giorgio II, principe di Waldeck e Pyrmont e di sua moglie Emma di Anhalt-Bernburg-Schaumburg-Hoym. Era una zia della regina Emma dei Paesi Bassi.

## Matrimonio
Il 25 ottobre 1844 a Arolsen, sposò il cugino, Adolfo Giorgio di Schaumburg-Lippe. Sua madre era una sorella di suo padre. Ebbero otto figli:
- principessa Erminia di Schaumburg-Lippe (1845-1930), sposò il duca Massimiliano di Württemberg, figlio unico del duca Paolo Guglielmo di Württemberg;
- principe Giorgio di Schaumburg-Lippe (1846-1911), succeduto al padre come principe di Schaumburg-Lippe, sposò la principessa Maria Anna di Sassonia-Altenburg;
- principe Ermanno di Schaumburg-Lippe (1848-1928);
- principessa Emma di Schaumburg-Lippe (1850-1855);
- principessa Ida di Schaumburg-Lippe (1852-1891), sposò Enrico XXII, principe di Reuss-Greiz;
- principe Otto Enrico di Schaumburg-Lippe (1854-1935), sposò con Anna von Koppen;
- principe Adolfo di Schaumburg-Lippe (1859-1917), sposò la principessa Vittoria di Prussia, figlia di Federico III, imperatore tedesco e Vittoria, principessa Reale, figlia maggiore di Regina Vittoria del Regno Unito;
- principessa Emma di Schaumburg-Lippe (1865-1868).

## Ascendenza
|                                                |                                                |                                                    | Genitori                                       |  |  | Nonni |  |  | Bisnonni                                    |  |  | Trisnonni                                    |  |
|                                                |                                                |                                                    |                                                |  |  |       |  |  | Carlo Augusto Federico di Waldeck e Pyrmont |  |  | Federico Antonio Ulrico di Waldeck e Pyrmont |  |
|                                                |                                                |                                                    |                                                |  |  |       |  |  | Carlo Augusto Federico di Waldeck e Pyrmont |  |  | Federico Antonio Ulrico di Waldeck e Pyrmont |  |
|                                                |                                                | Luisa del Palatinato-Zweibrücken-Birkenfeld        |                                                |  |  |       |  |  | Carlo Augusto Federico di Waldeck e Pyrmont |  |  |                                              |  |
| Giorgio I di Waldeck e Pyrmont                 |                                                |                                                    |                                                |  |  |       |  |  | Carlo Augusto Federico di Waldeck e Pyrmont |  |  |                                              |  |
|                                                |                                                | Cristiana Enrichetta del Palatinato-Zweibrücken    | Cristiano III del Palatinato-Zweibrücken       |  |  |       |  |  |                                             |  |  |                                              |  |
|                                                |                                                | Cristiana Enrichetta del Palatinato-Zweibrücken    | Cristiano III del Palatinato-Zweibrücken       |  |  |       |  |  |                                             |  |  |                                              |  |
|                                                |                                                | Cristiana Enrichetta del Palatinato-Zweibrücken    | Carolina di Nassau-Saarbrücken                 |  |  |       |  |  |                                             |  |  |                                              |  |
| Giorgio II di Waldeck e Pyrmont                |                                                | Cristiana Enrichetta del Palatinato-Zweibrücken    |                                                |  |  |       |  |  |                                             |  |  |                                              |  |
|                                                |                                                | Cristiano Günther III di Schwarzburg-Sondershausen | Augusto di Schwarzburg-Sondershausen           |  |  |       |  |  |                                             |  |  |                                              |  |
|                                                |                                                | Cristiano Günther III di Schwarzburg-Sondershausen | Augusto di Schwarzburg-Sondershausen           |  |  |       |  |  |                                             |  |  |                                              |  |
|                                                |                                                | Cristiano Günther III di Schwarzburg-Sondershausen | Carlotta Sofia di Anhalt-Bernburg              |  |  |       |  |  |                                             |  |  |                                              |  |
| Augusta di Schwarzburg-Sondershausen           |                                                | Cristiano Günther III di Schwarzburg-Sondershausen |                                                |  |  |       |  |  |                                             |  |  |                                              |  |
|                                                |                                                | Carlotta Guglielmina di Anhalt-Bernburg            | Vittorio Federico di Anhalt-Bernburg           |  |  |       |  |  |                                             |  |  |                                              |  |
|                                                |                                                | Carlotta Guglielmina di Anhalt-Bernburg            | Vittorio Federico di Anhalt-Bernburg           |  |  |       |  |  |                                             |  |  |                                              |  |
|                                                |                                                | Carlotta Guglielmina di Anhalt-Bernburg            | Albertina di Brandeburgo-Schwedt               |  |  |       |  |  |                                             |  |  |                                              |  |
| Erminia di Waldeck e Pyrmont                   |                                                | Carlotta Guglielmina di Anhalt-Bernburg            |                                                |  |  |       |  |  |                                             |  |  |                                              |  |
|                                                | Carlo Luigi di Anhalt-Bernburg-Schaumburg-Hoym | Vittorio I di Anhalt-Bernburg-Schaumburg-Hoym      |                                                |  |  |       |  |  |                                             |  |  |                                              |  |
|                                                | Carlo Luigi di Anhalt-Bernburg-Schaumburg-Hoym | Vittorio I di Anhalt-Bernburg-Schaumburg-Hoym      |                                                |  |  |       |  |  |                                             |  |  |                                              |  |
|                                                | Carlo Luigi di Anhalt-Bernburg-Schaumburg-Hoym | Carlotta Luisa di Isenburg-Büdingen-Birstein       |                                                |  |  |       |  |  |                                             |  |  |                                              |  |
| Vittorio II di Anhalt-Bernburg-Schaumburg-Hoym | Carlo Luigi di Anhalt-Bernburg-Schaumburg-Hoym |                                                    |                                                |  |  |       |  |  |                                             |  |  |                                              |  |
|                                                |                                                | Amalia Eleonora di Solms-Braunfels                 | Federico Guglielmo di Solms-Braunfels          |  |  |       |  |  |                                             |  |  |                                              |  |
|                                                |                                                | Amalia Eleonora di Solms-Braunfels                 | Federico Guglielmo di Solms-Braunfels          |  |  |       |  |  |                                             |  |  |                                              |  |
|                                                |                                                | Amalia Eleonora di Solms-Braunfels                 | Sofia di Solm-Laubach                          |  |  |       |  |  |                                             |  |  |                                              |  |
| Emma di Anhalt-Bernburg-Schaumburg-Hoym        |                                                | Amalia Eleonora di Solms-Braunfels                 |                                                |  |  |       |  |  |                                             |  |  |                                              |  |
|                                                |                                                | Carlo Cristiano di Nassau-Weilburg                 | Carlo Augusto di Nassau-Weilburg               |  |  |       |  |  |                                             |  |  |                                              |  |
|                                                |                                                | Carlo Cristiano di Nassau-Weilburg                 | Carlo Augusto di Nassau-Weilburg               |  |  |       |  |  |                                             |  |  |                                              |  |
|                                                |                                                | Carlo Cristiano di Nassau-Weilburg                 | Augusta Federica Guglielmina di Nassau-Idstein |  |  |       |  |  |                                             |  |  |                                              |  |
| Amalia di Nassau-Weilburg                      |                                                | Carlo Cristiano di Nassau-Weilburg                 |                                                |  |  |       |  |  |                                             |  |  |                                              |  |
|                                                |                                                | Carolina d'Orange-Nassau                           | Guglielmo IV di Orange-Nassau                  |  |  |       |  |  |                                             |  |  |                                              |  |
|                                                |                                                | Carolina d'Orange-Nassau                           | Guglielmo IV di Orange-Nassau                  |  |  |       |  |  |                                             |  |  |                                              |  |
|                                                |                                                | Carolina d'Orange-Nassau                           | Anna di Hannover                               |  |  |       |  |  |                                             |  |  |                                              |  |
|                                                |                                                | Carolina d'Orange-Nassau                           |                                                |  |  |       |  |  |                                             |  |  |                                              |  |